# Les Sept Couleurs
Pour les articles homonymes, voir Sept couleurs.
Les Sept couleurs est un roman de Robert Brasillach paru à la veille de la Seconde Guerre mondiale, en 1939 aux éditions Plon. Il a manqué de peu le prix Goncourt,, décerné finalement aux Enfants gâtés de Philippe Hériat.
Outre l'intérêt historique d'une description du climat d'avant-guerre d'un point de vue fasciste, l'originalité du roman tient dans la variation successive du style de narration à chacun des sept chapitres : récit, correspondance épistolaire, journal, réflexions personnelles de l'auteur, théâtre, articles de presse, flux de conscience (monologue).
Le roman met en avant l'exaltation de Brasillach pour le congrès de Nuremberg — exaltation plus d'ordre esthétique que politique —, et son enthousiasme pour les grand-messes païennes du Parti nazi telles qu'elles ont pu être filmées par Leni Riefenstahl dans Le Triomphe de la volonté.
Par ailleurs, le titre a inspiré le nom de la maison d'édition, fondée par son beau-frère Maurice Bardèche.

## Résumé
Avec son amie Catherine, Patrice découvre les rues du Paris des années 1920. Il vit dans une pension peuplée de personnages pittoresques, fréquente les restaurants bon marché, les cinémas, les parcs. Ayant terminé ses études, Patrice se rend dans l’Italie fasciste, qu'il soutient, et exerce le métier d'enseignant tout en gardant contact avec Catherine. Il correspond plusieurs mois avec elle, mais leurs liens se distendent peu à peu. Apprenant que celle-ci a épousé François Courtet, militant communiste, Patrice rejoint la Légion étrangère et opère au Maroc français.
Son engagement terminé, il se rend dans le nouveau Troisième Reich sur la recommandation de Siegfried Kast, ancien légionnaire d'origine allemande devenu adjoint de Julius Streicher, et travaille dans une chambre de commerce française à Nuremberg. Patrice entame une liaison avec une jeune Allemande, Lisbeth.
Lors d'un voyage en France, Patrice tente de reconquérir Catherine, toujours mariée à François — qui, depuis, est passé dans le camp fasciste. Ce dernier, doutant de la sincérité de sa femme, s'enrôle dans la guerre d'Espagne dans les troupes de Francisco Franco et participe à la défense de l’Alcazar de Tolède, au cours de laquelle il est blessé. À la fin du roman, Catherine quitte Paris pour rejoindre son mari.

## Controverses
L'écrivain Roland Cailleux reprocha à Robert Brasillach de lui avoir usurpé l'idée de l'utilisation de plusieurs procédés d'écriture au sein du roman, Cailleux lui ayant parlé du livre qu'il prévoyait d'écrire alors (Saint-Genès ou la vie brève, sorti finalement quatre ans plus tard en 1943). 
« Brasillach la fit sienne [l'idée] en prétendant : "De toute façon, il [R. C.] n'écrira jamais ce livre". Cailleux, qui ne lui pardonna jamais, avait dans sa bibliothèque les Sept Couleurs, recouvert de papier opaque et avec au dos l'inscription "Le Roman du Voleur" ».